# Rhinella alata
Rhinella alata är en groddjursart som först beskrevs av Alexandre Thominot 1884.  Rhinella alata ingår i släktet Rhinella och familjen paddor. IUCN kategoriserar arten globalt som otillräckligt studerad. Inga underarter finns listade i Catalogue of Life.